# Tanganjika

Flagge Britisch-Tanganjikas (1919–1961)

Flagge der Republik Tanganjika (1961–1964)

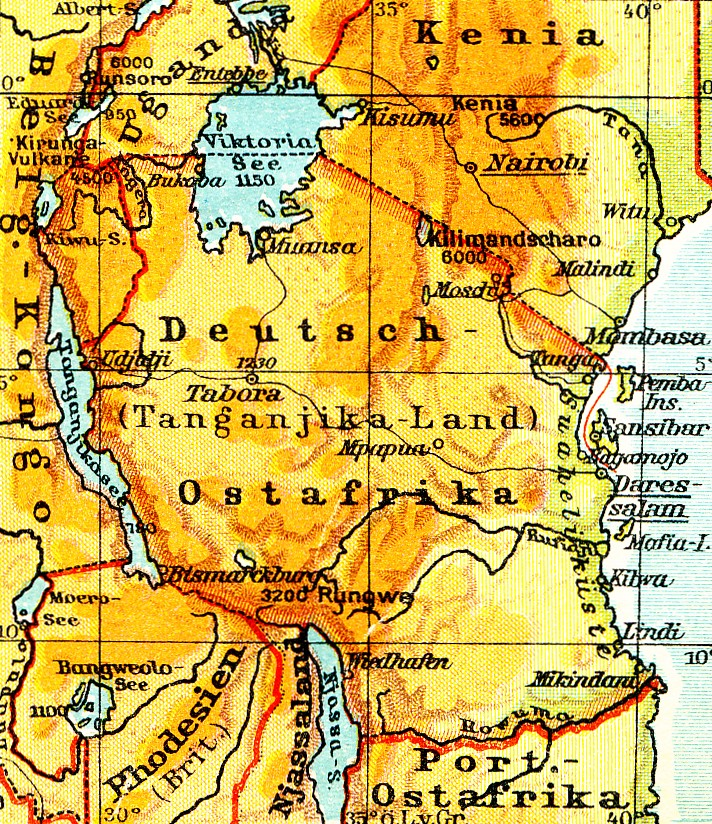
Das ehemalige Deutsch-Ostafrika (nun Tanganjika-Land) in einem deutschen Schulatlas (um 1930)

Tanganjika (auch Tanganyika) ist die historische Bezeichnung für das Festland von Tansania inklusive der Insel Mafia oder für das ehemalige Gebiet von Deutsch-Ostafrika ohne Ruanda, Burundi und das 1919 an Mosambik angegliederte südlich des Rovuma liegende Kionga-Dreieck. Als Landesbezeichnung wurde sie eingeführt, als nach dem Ersten Weltkrieg der größere Teil des deutschen Kolonialgebietes als Mandatsgebiet an Großbritannien übertragen wurde.

## Name
Die Entscheidung für den Namen traf der britische Kolonialminister Alfred Milner, der sich einen einheimischen Namen mit deutlichem Lokalbezug wünschte. Deshalb wurden Vorschläge wie New Maryland, Windsorland und Victoria verworfen. In die nähere Auswahl wurden auch „Kilimanjaro“ und „Tabora“ gezogen, bevor sich Milner für „Tanganyika Territory“ entschied – nach dem Tanganjikasee an der westlichen Grenze.

## Geschichte
Das Gebiet wurde von Großbritannien seit seiner Eroberung im Ersten Weltkrieg verwaltet. Im Jahr 1922 wurde Tanganjika vom Völkerbund als Mandat an Großbritannien übertragen. 1946 wurde es britisches Treuhandgebiet der Vereinten Nationen, in den Jahren 1958 und 1959 fanden erstmals Parlamentswahlen in Tanganjika statt. Im Jahr 1956 hatte Tanganjika etwa 8,5 Millionen Einwohner. Am 9. Dezember 1961 erlangte es seine Unabhängigkeit.
Am 9. Juni 1962 wurde die „Republik Tanganjika“ gegründet, in der noch im selben Jahr Präsidentschaftswahlen stattfanden. Tanganjika wurde eine souveräne, aber kurzlebige Republik, die sich am 26. April 1964 mit dem Inselstaat Sansibar zunächst unter dem Namen Vereinigte Republik von Tanganjika und Sansibar vereinigte. Die Republik wurde dann rund ein halbes Jahr später am 1. November 1964 in Vereinigte Republik Tansania umbenannt.
Innerhalb Tansanias verfügt Sansibar über eigene politische Strukturen. Als seit dem Ausgang des 20. Jahrhunderts politische Spannungen zwischen Sansibar und der Gesamtregierung zunahmen, bildeten sich auf dem Festland Gruppen, die wieder eine eigene politische Identität für „Tanganyika“ fordern.